# Leningrad Cowboys Go America
Leningrad Cowboys Go America är en svensk-finsk film från 1989 regisserad av Aki Kaurismäki.

## Handling
The Leningrad Cowboys är ett strävsamt rockband från Sibirien som reser till USA för att slå igenom, på inrådan av en lokal agent som chockats av bandets brist på talang. Att ingen i bandet pratar engelska är inget problem, det får de lära sig på planet på vägen dit. De leds av den girige och egoistiske managern Vladimir som behandlar bandmedlemmarna som idioter. De inleder en turné igenom staterna och försöker ta till sig den amerikanska musikkulturen. Längs vägen möter de en rad udda figurer och stöter på det ena problemet efter det andra.

## Om filmen
Filmen är inspelad i Del Rio, Forked Island, Galveston, Houston, Memphis, Natchez, New Orleans, New York och San Antonio. Den hade världspremiär i Finland den 24 mars 1989 och svensk premiär den 4 augusti samma år på Filmstaden i Stockholm. Åldersgränsen i Sverige är 7 år.

## Rollista
- Matti Pellonpää - Vladimir
- Kari Väänänen - Igor
- Sakke Järvenpää - medlem i The Leningrad Cowboys
- Heikki Keskinen - medlem i The Leningrad Cowboys
- Pimme Korhonen - medlem i The Leningrad Cowboys
- Sakari Kuosmanen - medlem i The Leningrad Cowboys
- Puka Oinonen - medlem i The Leningrad Cowboys
- Silu Seppälä - medlem i The Leningrad Cowboys
- Mauri Sumén - medlem i The Leningrad Cowboys
- Mato Valtonen - medlem i The Leningrad Cowboys
- Pekka Virtanen - medlem i The Leningrad Cowboys
- Nicky Tesco - den förlorade kusinen
- Jim Jarmusch - bilförsäljare i New York